# Makrokylindrus micracanthus
Makrokylindrus micracanthus is een zeekommasoort uit de familie van de Diastylidae. De wetenschappelijke naam van de soort is voor het eerst geldig gepubliceerd in 1989 door Gamo.